# フランツィア・ジュジャンナ
スーザン・フランジア（Susan Francia）またはフランツィア・ジュジャンナ（ハンガリー語: Francia Zsuzsanna、1982年11月8日 - ）は、2度のオリンピック金メダリストのハンガリー系アメリカ人ボート（ローイング）選手である。

## 経歴
ペンシルベニア州アビントンで育ち、アビントン高校を経てペンシルベニア大学に入学、2004年に犯罪学と社会学の学士号と修士号を取得して卒業した。現在、ニュージャージー州プリンストンに在住し、USローイングトレーニングセンターに所属している。フランシアは、ハンガリー出身の著名なmRNA研究者でノーベル生理学・医学賞受賞者であるカタリン・カリコーの娘である。